# Panurgus maroccanus
Panurgus maroccanus är en biart som beskrevs av Pérez 1895. Panurgus maroccanus ingår i släktet fibblebin, och familjen grävbin. Inga underarter finns listade i Catalogue of Life.